# Trzęsienie ziemi w Bingöl (2003)
Trzęsienie ziemi w Bingöl (2003) – trzęsienie ziemi o sile 6.4 w skali Richtera, które miało miejsce 1 maja 2003 około godziny 3:27 i którego epicentrum znajdowało się w odległości 15 km na północ od miasta Bingöl we wschodniej Turcji. W wyniku trzęsienia śmierć poniosło 176 osób, a ponad 520 zostało poważnie rannych.
Wstrząsy wystąpiły na głębokości 10 kilometrów. Trzęsienie zniszczyło lub naruszyło konstrukcję ponad 625 budynków, które znajdowały się w pobliżu epicentrum. Spośród wszystkich ofiar śmiertelnych, 84 poniosły śmierć, gdy w wyniku trzęsienia runął budynek internatu w mieście Celtiksuyu.